# Grépiac
Grépiac település Franciaországban, Haute-Garonne megyében. Lakosainak száma 1009 fő (2022. január 1.). Grépiac Venerque, Auterive, Issus, Labruyère-Dorsa, Miremont és Vernet községekkel határos.

## Népesség
A település népességének változása:
| Lakosok száma | 432  | 647  | 681  | 967  | 1004 | 990  | 982  | 997  | 1003 | 1009 |
|               | 1968 | 1982 | 1990 | 2006 | 2013 | 2015 | 2017 | 2019 | 2020 | 2022 |